# زیر پرچم عشق
زیر پرچم عشق (انگلیسی: Pod banderą miłości) یک فیلم رمانتیک لهستانی است که در سال ۱۹۲۹ منتشر شد.